# Yara-ma-yha-who
Le Yara-ma-yha-who est une créature du folklore aborigène similaire à un vampire. 

## Description
Haut d'environ un mètre vingt, le Yara-ma-yha-who ressemble à un petit être rouge avec une grosse tête et une grande bouche sans dent. À l'extrémité de ses mains et de ses pieds se trouvent des crampons. Il vit dans les figuiers et ne chasse pas de nourriture. Il attend jusqu'à ce qu'un voyageur finisse par s'arrêter sous l'arbre pour se reposer. Après l'avoir attrapé, il aspire le sang de la victime à l'aide de ses crampons ce qui la rend plus faible. Il revient plus tard pour le dévorer, avant de faire une sieste. À son réveil, le Yara-ma-yha-who régurgite sa proie vivante qui ne se souvient absolument pas de ce qui s'est passé. Il est juste un peu plus petit, et sa peau un peu plus rouge qu'auparavant,.